# Desa Karyawangi (administrativ by i Indonesien, Jawa Barat, lat -7,45, long 108,28)
Desa Karyawangi är en administrativ by i Indonesien.   Den ligger i provinsen Jawa Barat, i den västra delen av landet, 210 km sydost om huvudstaden Jakarta.